# 가십걸

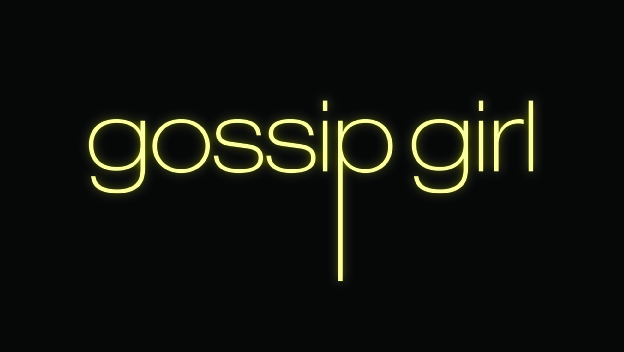
가십걸

가십걸(Gossip Girl)은 미국 방송사 The CW의 드라마이다. 총 6개의 시즌으로 방영되었다.

## 개요
미국에서 현재 방영종료된 이 드라마는 책이 원재이다. 뉴욕 맨해튼을 배경으로 한 이 드라마는 화려한 생활과 고급 패션의 연출로 시청자와 각종 패션계로부터 많은 관심을 받고 있다. 드라마에 나오는 모든 의상은 스폰서를 받았다.

## 기본 스토리
가십걸은 미국의 어퍼이스트 사이드에서 살고 있는 재벌 2세들의 생활을 그려놓은 미국 드라마이다. 드라마에서의 가십걸은 블로그 이름인데 이 블로그에서는 그 사회의 고등학생들에 대한 소식을 적어 놓는다. 소식들은 그 사회에 사는 사람들로부터 여기저기서 문자나 이메일 통해 가십걸에게 사진과 함께 전달된다. 블로그에서 주목받는 특정 인물들이 있는데 이들이 바로 드라마의 주인공이다. 재벌 2세들로서 돈은 많지만 복잡한 이해관계와 가족사로 인해 많은 일들이 일어나고 많은 고민을 하게 되는데 서로 도와주는 십대들의 이야기이다.

## 주요 등장 인물

### 블레어 월도프 (Blair Waldorf)
블레어는 유명 패션 디자이너 엘레노어 월도프 (Eleanor Waldorf)의 외동딸이다. 세레나와 가장 친한 친구이며 뉴욕 콘스턴스 빌라드 학교에서 퀸비(Queen B)를 맡는다. 첫 번째 때는 네이트와 관계를 가지고 있는 것으로 나온다. 어릴 때부터 함께한 그들은 나중에 결혼할 것이라고 생각하지만 시즌 1 중간즘부터 척과 매우 심각한 관계를 시작한다. 그러나 이 관계는 무척 복잡해진다. 시즌 4, 5 에서는 모나코의 왕자인 루이와도 사귄다. 결혼까지 하지만 바로 이혼을 결정하게 된다. 그 이후로는 댄과 관계를 갖게 된다. 블레어의 성격은 에피소드가 진행됨에 따라 변한다. 처음에는 거만하고 겉만 중시하는 가볍고 개념 없는 인물로 묘사되지만 나중에는 진실된 사랑을 배우게 된다. 블레어의 패션 포인트인 머리띠가 그녀의 상징이 되었다.
레이턴 미스터가 블레어 역을 맡았다.

### 척 배스 (Chuck Bass)
척의 원래 이름은 찰스 바솔로뮤 인데 사람들은 그를 척 배스 라고 부른다. 그의 아버지는 배스 인더스트리(Bass Industry)의 사장으로 대단한 부와 권력을 행사하는 사람이다. 척의 가족은 화목함과 거리가 매우 멀며 그의 삼촌은 호주에서 배스 인더스트리의 회장으로 있으며 시시탐탐 총회장이 될 기회를 노린다. 척은 엄마가 척이 어릴 때 돌아 가셨다고 알고 있으나 나중에는 사실 엄마가 살아 있음을 알게된다. 그러나 그 전에 척의 아버지는 차 사고로 인해 목숨을 잃게 된다. 이에 큰 충격을 받은 척은 한동안 방탕 생활을 하지만 블레어와의 사랑으로 인생의 의미를 되찾게 되고 아버지의 유산을 이어받아 회사를 운영한다.
새로운 시즌에서는 죽은줄로만 알았던 아버지가 살아 돌아오고, 블레어와의 관계때문에 회사 경영에서 물러나게 된다. 이후 블레어와의 관계는 어찌 될지 지켜보아야 할듯 하다.
에드 웨스트윅이 척 역을 맡았다.

### 세레나 밴더 우드슨 (Serena van der Woondsen)
세레나는 가십걸의 잇걸로 아름다운 외모와 털털한성격으로 유명하다. 그녀의 배프 블레어는 세레나를 항상 질투한다. 그리고 세레나는 밴 더 우드슨 가문이다. 밴 더 우드슨 가족도 대대로 부자가문인데, 역시 매우 복잡한 역사를 지니고 있다. 할머니 세실리아와 엄마 릴리 둘다 각각 이혼을 네 번 이상 하는 등 돈에 눈이 어둡고 거짓말을 잘하는 사람들이다. 그러나 세레나는 이를 매우 싫어해서 잘못된 가족의 역사를 고치려고 노력한다. 그녀의 친구들과 배신, 실망 등과 대적한다. 세레나는 시즌 1에서 댄과 깊은 연애를 하지만 그들의 사랑은 결국 끝이 난다. 세레나의 엄마 릴리와 댄의 아빠 루퍼스가 결혼을 하기 때문이다. 댄의 아빠 루퍼스는 한때 락스타로 활약했었고 그 때 릴리와 열애를 한 바있다. 그러나 릴리의 가문 때문에 그둘은 결혼하지 못했다. 그 때의 한이 남아 이십년 후에 결혼하게 된다. 그렇게해서 댄과는 좋은 친구로 남게 된 세레나는 여러 남자들과 사랑을 나눈다. 그녀는 브라운 대학에 합격하는데 일년동안 휴학하며 직업을 구해보려고 한다. 시즌 5에서 그녀는 스펙테이터(Spectator)라는 잡지사에서 일하게 된다.
블레이크 라이블리가 세레나 역을 맡았다.

### 네이트 아치볼드 (Nate Archibald)
척의 배프인 네이트. 네이트 집안 역시 좋은 가문이다. 그의 가문은 정치적으로 권력이 강력한 집안인데 그의 외할아버지를 중심으로 가문의 모든 것이 이루어진다. 그의 아버지는 사기와 횡령죄로 체포되어 도미니카로 도망쳤다 미국 감옥에 갇히게 된다. 이로 인해 네이트의 가족은 파탄이 난다. 네이트의 외할아버지 윌리엄스는 네이트의 사촌 트립을 정치적 유망주로 키우려고 노력하지만 트립 역시 거짓말과 세레나와 일으킨 스캔들로 인해 지지력을 잃는다. 할아버지는 네이트 역시 정치 세력으로 키우려 하지만 네이트는 집안 이름을 빌리기보단 스스로 무언가를 하길 원한다. 결국 스펙테이터 잡지사의 에디터가 된다. 네이트는 잘 생긴 캐릭터로 묘사되며 자신보다 나이가 많은 유부녀와 연애도 몇 번 한다. 블레어와 시즌 1에서 열애를 하지만 그것이 끝나자 세레나와 함께 하기도 하고 그 외의 다른 여러명의 여자와 관계를 갖는다.
체이스 크로퍼드가 네이트 역을 맡았다.

### 댄 험프리 (Dan Humphry)
위의 네명과 다르게 댄은 부유한 집안에서 태어나지 않았다. 평범한 가정에서 자랐지만 그의 아빠는 댄의 교육을 위해 갑부들이 다니는 고등학교에 등록한다. 시즌 1에서 댄은 “lonely boy”(외로운 소년) 이라고 불리며 학교에서 모두에게 무시 받지만 공부를 잘하는 학생으로 나온다. 댄의 첫사랑은 세레나이다. 열여섯 살 때 간 어느 파티에서 세레나에게 한눈에 반한 그는 자신이 절대로 세레나와 사귈 수 없다고 생각하고 항상 그녀를 바라보기만 하며 지낸다. 그러나 결국 세레나와 사귀게 되고 댄 또한 세레나의 첫사랑이 된다. 세레나와 교재 이후 학교에서 그의 존재성은 더 커진다. 뒤의 시즌들에서는 그는 사람들에게 인정받고 여자들에게 인기도 많아진다. 그의 아빠 루퍼스가 세레나의 엄마 릴리와 결혼함에 따라 부유함도 지니게 된다. 작가가 꿈인 댄은 계속 글을 쓰다가 나중에는 그의 작품 “inside”가 베스트셀러가 되기까지 한다.
펜 배즐리가 댄 역을 맡았다.

## 시즌 별 줄거리 및 에피소드 수

### 에피소드 개수
- 시즌 1 – 18편 (2007년 9월 19일 ~ 2008년 5월 19일)
- 시즌 2 – 25편 (2008년 9월 1일 ~ 2009년 5월 18일)
- 시즌 3 – 22편 (2009년 9월 14일 ~ 2010년 5월 17일)
- 시즌 4 – 22편 (2010년 9월 13일 ~ 2011년 5월 16일)
- 시즌 5 – 24편 (2011년 9월 26일 ~ 2012년 5월 14일)
- 시즌 6 – 10편 (2012년 10월 8일 ~ 2012년 12월 17일)

### 시즌별 줄거리

#### 시즌 1 줄거리
시즌 1은 세레나의 귀환으로 시작한다. 처음에는 밝혀지지 않는 이유로 몇 달간 다른 곳에 있던 세레나는 그랜드 센츄럴 스테이션에서 내린 후 그녀의 절친인 블레어의 집으로 향한다. 그러나 블레어는 말 없이 사라진 세레나에게 토라져 있었고 블레어의 남자친구 네이트와 마주치자 세레나는 황급히 집을 나온다. 그 다음 세레나는 자살 시도를 실패해 병원에 입원해 있는 그녀의 남동생을 만나러 간다. 세레나가 몇 달간 말없이 사라진 이유는 이유가 크게 두 개였다. 먼저 밝혀지는 이유는 블레어의 남자친구인 네이트와 세레나가 술에 취한채 같이 잔것이었다. 나중에 드러나는 이유는 세레나가 건내준 코케인 때문에 그녀의 친구 피터가 죽은 것 이었다. 이 모든 것은 세레나의 예전 친구 조지나 스팍스 때문에 밝혀지게 된다. 이러한 사이에 블레어는 네이트와 사귀던 도중 척과 바람을 피우게 된다. 어릴 적부터 사귀어서 결혼을 하게 될 것이라고 생각한 네이트와 블레어는 깨지게 되고 블레어와 척의 복잡한 관계가 이 때부터 시작된다. 그러나 한 여자에게만 전념 해본적이 없는 척은 겁을 먹고 블레어와 함께 가기로 한 유럽 여행을 앞두고 비행장에서 척을 기다리고 있는 블레어를버린다. 그리고 세레나는 댄과 열애를 하지만 여러 가지 이유로 인해 깨지게 된다.

#### 시즌 2 줄거리
척에게 버림 받은 블레어는 혼자 유럽여행을 떠나고 거기서 마커스라는 사람과 만나게 된다. 나중에 밝혀지는 것이지만 마커스는 영국의 공작 직위를 가지고 있는 사람이다. 그러나 블레어와 마커스의 연애는 블레어가 척의 질투심을 불러 일으키기 위한 것으로 깊은 관계로 발전하기 전에 끝나고 만다. 이때부터 척과 블레어의 사랑 게임은 시작되었다. 누가 먼저 “I love you”를 말하느냐를 두고 둘은 서로를 쫓는다. 그런데 와중에 척의 아버지가 차 사고로 목숨을 잃게 된다. 이로 인해 척은 모든 일과 사람 관계를 방치하게 된다. 이 때 블레어는 척 곁에서 척에게 정신적인 서포트를 해준다. 이 덕분에 둘은 진실된 관계를 이어 나가게 된다. 네이트의 아버지는 횡령과 사기 죄로 불법으로 도미니카로 도망치지만 네이트가 합법적인 절차를 통해 아버지를 경찰에게 넘긴다. 그리고 이 즈음에 대학 결과가 나오는데 블레어는 그녀의 꿈이었던 예일에 들어가지 못한다. 이로 인해 한동안 망연자실 하지만 결국 뉴욕대학에 입학한다. 세레나는 브라운에 합격하지만 자신이 하고 싶은 일을 해보기 위해 일년 휴학하기로 결정한다. 네이트는 할아버지의 힘으로 예일에 들어갈 수 있었지만 이를 거부하고 콜럼비아에 입학하게 된다. 댄 역시 원하던 예일을 놓치고 뉴욕대학에 입학한다. 시즌 2의 엔딩과 함께 주인공들은 고등학교를 졸업한다. 그 전에 새로운 학교 교사가 있는데 댄과 스캔들을 낸다. 졸업 공연 도중 댄과 새로운 교사 레이첼은 함께 자고 이로 인해 레이첼은 교사직을 잃게 된다. 고등학교 졸업과 함께 가십걸의 존재는 사라지는 듯 했다. 그러나 마지막으로 루퍼스와 릴리 사이에 자식이 있었다는 사실을 알리고 시즌2는 막을 내린다.

#### 시즌 3 줄거리
시즌 3은 주인공들이 모두 대학에 입학 한 후의 이야기들로 시작된다. 시즌 3에서는 새로운 인물이 등장하는데 이름은 올리비아이다. 올리비아는 매우 유명한 영화배우로 나온다. 영화를 찍어야해서 대학을 NYU로 옮긴 그녀는 댄과 만나서 연애를 하게 되지만 그들은 곧 깨지고 만다. 댄의 아버지 루퍼스는 세레나의 엄마 릴리는 그들 사이에서 태어난 자식을 찾아내지만 그 자식은 자신의 원래 생활에서 계속 살기로 결정한다. 그런 후 릴리와 루퍼스는 서로에게 사랑에 빠진지 이십년 만에 결혼식을 올린다. 세레나는 카터라는 친구와 자신의 진짜 아빠를 찾기 위해 노력한다. 여기저기 알아본 결과 그녀는 아빠를 찾게 된다. 그는 명성이 자자한 의사로 활동하고 있었다. 그는 세레나 가족과 다시 함께 하고 싶어하지만 루퍼스는 그를 견제한다. 세레나 역시 자신의 진짜 아빠가 다시 가족과 함께 살기를 바라며 잘 어울리려고 노력하지만 그가 결국 릴리의 병에 대해 거짓으로 진단했다는 것을 알고서는 빨리 자리를 뜨기를 부탁한다. 블레어와 척은 함께 정착해서 잘 지낸다. 그러나 척의 삼촌 잭은 Bass Industry의 총책임자를 맡고 있는 척의 자리를 뺏기 위하여 척을 곤란에 빠뜨린다. 잭의 계략의 목적은 두가지였다. 첫째는 회사에서 더 좋은 자리를 얻는 것이고 다른 하나는 자신을 항상 호주에 방치해 둔 척의 아빠에 대한 복수로 척의 모든 것을 빼앗고자 했던 것이다. 그러나 잭은 척의 모든 것을 뺏기위해서는 척의 호텔을 뺏는 것이 아니라 블레어를 뺏는 것임을 깨닫는다. 따라서 잭은 블레어에게 자신과 함께 잠자리를 하면 척의 회사를 내버려두겠다고 한다. 그러자 블레어는 척을 위해 그 조건에 찬성한다. 그런데 사실 잭은 같은 것을 척에게도 요구했고 척 역시 블레어가 잭과 잠자리를 함께 하는 것에 찬성했던 것이다. 블레어가 요구를 만족시키기 위해 잭과의 약속 장소에 오자 잭은 척이 찬성한 바를 블레어에게 알려주고 그 자리를 뜬다. 이로 인해 블레어는 심한 상처를 받고 척을 떠난다. 인생에서 가장 소중한 것을 잃은 척은 매춘거리를 돌아다니다가 총을 맞고 정신을 잃는다.

#### 시즌 4 줄거리
시즌 4는 파리를 배경으로 시작한다. 시즌 4에는 줄리엣 샤프라는 인물이 새롭게 등장하는데 그녀는 세레나의 과거에 대한 복수를 하기 위해 주인공들 사회를 접근한다. 세레나가 시즌1에서 사라진 동안 있었던 고등학교에서 좋아했던 선생님이 있었는데 둘의 관계가 잘못 소문이 나서 둘다 곤란에 빠졌지만 세레나의 엄마 릴리는 세레나가 이 일을 모르도록 판사를 매수해서 선생님에게 잘못을 씌워 처리한 것이다. 이 선생님의 이름은 벤이었는데 존은 그로인해 감옥에 오랫동안 있어야 했다. 이를 복수하기 위해 존의 동생 줄리엣은 세레나와 세레나 친구들에게 접근한다. 척은 전 시즌 마지막 화에서 총을 맞고 쓰러졌으나 에바라는 여자에 의해 목숨을 건진다. 블레어에게 버림을 받았다고 생각한 척은 에바와 사귐을 시작한다. 다시 맨해튼으로 복귀한 척은 또 다시 사업을 위협 받는다. 이번에는 Thorpe라는 가족에 의해서 인데 이들 역시 과거로부터의 일에 대한 복수를 하기 위해 척의 사업을 방해한다. 블레어는 시즌3에서 척과의 일이 있은 후 정신을 돌리려고 세레나와 함께 파리로 여행을 간다. 블레어는 파리에서 모나코 왕자와 눈이 맞는다. 찰리 로즈라는 인물이 또 새로 등장하는데 그녀는 릴리의 언니 캐롤의 딸로 나온다. 캐롤은 예전에 엄마 시실리아와 의견이 맞지 않아 가출했는데 그녀의 딸이 뉴욕 상류 사회에 어울리지 않기를 바라며 가족과의 컨택을 전혀 하지 않았다. 그러나 가족이 함께 모일 일이 생기자 캐롤의 딸 찰리와 가족의 첫 만남이 이루어진 것이다.